# Obelisco de los tajamares del Mapocho
El Obelisco de los tajamares del Mapocho es un monumento ubicado en el parque Balmaceda, cerca de la intersección de las avenidas Providencia y Condell, en la comuna de Providencia, en la ciudad de Santiago, Chile. Corresponde a una reproducción del año 1950 del obelsico original, que conmemoraba la construcción de los tajamares durante el Chile colonial.